# Dietmar Blaas
Dietmar Blaas ist ein deutscher Diplomat und war von 2010 bis 2013 Botschafter in Mauretanien.

## Laufbahn
Nach dem Abitur absolvierte Blaas ein Studium und trat anschließend in den Auswärtigen Dienst ein. Nach Abschluss der Laufbahnprüfung für den höheren Dienst fand er verschiedene Verwendung in der Zentrale des Auswärtigen Amtes in Bonn und Berlin sowie bei unterschiedlichen Auslandsvertretungen.
2007 wurde er als Nachfolger von Horst-Wolfram Kerll, der wiederum Botschafter in Tunesien wurde, Botschafter in Paraguay und bekleidete dieses Amt bis zu seiner Ablösung durch den bisherigen Botschafter in Kuba, Claude Robert Ellner, im Jahr 2010.
Von 2010 bis 2013 war Dietmar Blaas als Nachfolger von Eberhard Schanze, der wiederum Botschafter in Ghana wurde, Botschafter in Mauretanien. Ab 2014 hatte Birgitta Siefker-Eberle dieses Amt inne.